# War of Destruction
War Of Destruction er et punkband, der blev dannet i sommeren 1981 i Århus af Steen, Donny, Hans og Key. På daværende tidspunkt var de et af Danmarks første hardcore bands. Bandet var egentlig mest tænkt som et sideprojekt i forhold til medlemmmernes mere "seriøse bands", som var Zero Point og Le Crap. Bandet havde øvelokale i den daværende ungdomsklub opgang2. War Of Destruction gik i opløsning i 1989, men blev senere gendannet. 
Deres 1983 udgivelse blev genudgivet af det danske pladeselskab Kick'n'Punch i 2003.
Gruppen har følgende medlemmer:
- Hans Simonsen – Sang
- Dan "Donny" Sørensen – Guitar
- Jan Key Haven Hansen - Bas (1981 - 2014)
- Jakob Hundebøl Pedersen – Bas
- Steen Thomsen – Trommer (1981 – 86)
- Dimse – Trommer (1986 – 89).

Bandet har igennem tiden udgivet en hel del plader, som i dag er blevet klassiske punk plader.

## Udgivelser
- Warchild demo – Burger 1981
- s/t demo – WOD 1982
- F'DI demo – WOD 1983
- s/t 7" – Spån 1983 (+ Kick N Punch 2003)
- split tape w/ Channel Rats 1985
- De dødes hvisken LP – Spån 1985
- A touch of Scandinavia LP – Mastermind 2001

### Compilations
- Nosferatu Festival LP – Nosferatu Records 1982
- Lorteland tape – Boston Tea Party 1982
- Trust And Obey tape – DK Decay 1982
- Noget På Dansk 7" – Boston Tea Party 1984 (+ Alerta Antifascista 2003)
- Complications LP – Bondeskiver 1984
- Sauerkraut+Smørrebrød LP – Knübbe Platten 1986